# Barrowammo
Barrowammo is een spinnengeslacht uit de familie Ammoxenidae.

## Soorten
- Barrowammo waldockae Platnick, 2002